# Ryhope, England
Ryhope är en ort i unparished area Sunderland, i distriktet Sunderland i Storbritannien. Den ligger i grevskapet Tyne and Wear och riksdelen England, i den centrala delen av landet, 400 km norr om huvudstaden London. Ryhope ligger 49 meter över havet och antalet invånare är 14 000. Ryhope var en civil parish 1866–1967 när blev den en del av Sunderland och Seaham. Civil parish hade 9 796 invånare år 1961.
Terrängen runt Ryhope är platt. Havet är nära Ryhope österut. Runt Ryhope är det mycket tätbefolkat, med 1 056 invånare per kvadratkilometer. Närmaste större samhälle är Sunderland, 3,8 km norr om Ryhope. Runt Ryhope är det i huvudsak tätbebyggt.